# Red Bank (New Jersey)
Red Bank – miasto w Stanach Zjednoczonych, w stanie New Jersey, w hrabstwie Monmouth. W 2010 roku liczyło 12 206 mieszkańców.